# Jakob Joseph Weidmann
Jakob Joseph Weidmann (geboren 1768; gestorben 1829) war ein Schweizer Kupferstecher und Holzschneider.
Er schuf in Einsiedeln in den Jahrzehnten vor und nach 1800 vor allem Andachtsbilder für die zum  Ort wandernden Pilger. Als Kunstkenner und Sammler hinterließ er eine Sammlung von rund 2000 Gemälden.